# Richard King (tecnico del suono)
Richard King (Tampa, 5 febbraio 1940) è un tecnico del suono statunitense.

## Biografia
Ha lavorato in oltre settanta film. Nato a Tampa, Florida, si è diplomato nel 1972 alla Plant High School e alla University of South Florida. Candidato nel corso della sua carriera a nove Premi Oscar per il miglior montaggio sonoro, ne ha vinti cinque per Master and Commander (2003) di Peter Weir, Il cavaliere oscuro (2008), Inception (2010), Dunkirk (2017), e Dune: Parte due (2024). Le altre quattro candidature le ha ottenute per La guerra dei mondi (2005), Interstellar (2014), Oppenheimer e Maestro, entrambi del (2023).
King è membro dell'International Sound & Film Music Festival.